# لياندرو رودريغيز دا سيلفا
لياندرو رودريغيز دا سيلفا (3 ديسمبر 1985 في ساو باولو في البرازيل – )؛ هو لاعب كرة قدم سابق كان يلعب كمهاجم.

## وصلات خارجية
- لياندرو رودريغيز دا سيلفا على موقع رابطة كرة القدم اليابانية للمحترفين (اليابانية)
- لياندرو رودريغيز دا سيلفا على موقع قاعدة بيانات كرة القدم.إي يو (الإنجليزية)
- لياندرو رودريغيز دا سيلفا على موقع Soccerway.com (الإنجليزية)
- لياندرو رودريغيز دا سيلفا على موقع عالم كرة القدم.نت (الإنجليزية)